# Lukinich Imre

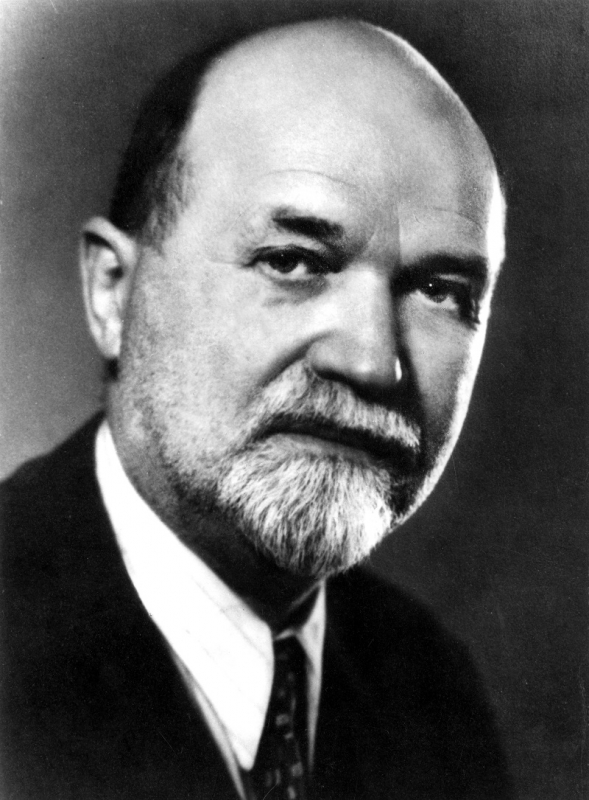
Lukinich Imre. 1925. Pécsi Egyetemi Almanach. 1367–1999

Lukinich Imre (Varjas, 1880. április 4. – Budapest, 1950. május 16.) magyar történész, egyetemi tanár, az MTA tagja.

## Élete
1894. július 27-én a piarista rendbe lépett, 1896. május 27-én egyszerű fogadalmat tett, de 1899-ben elhagyta a rendet. 1902-ben tanári oklevelet szerzett a Kolozsvári Magyar Királyi Ferenc József Tudományegyetemen, ahol 1909-ben magántanárrá képesítették Erdély története tárgyköréből. Székelyudvarhelyen, Désen, majd 1912-től Budapesten tanított.
1914 júliusától 1916 júniusáig Montenegróban és a görzi hídfőnél harcolt mint főhadnagy. 1916-1918-ban történelmet tanított a Budapesti III. Kerületi Magyar Királyi Állami Főgimnáziumban, 1918–1923 közt a pozsonyi egyetem tanára, 1923–24-ben a Magyar Országos Levéltár, 1924-29 közt az Országos Széchényi Könyvtár igazgatója, 1925-tól 1929-ig a Pécsre telepített Erzsébet Tudományegyetem tanára, 1929–1949 között a budapesti Pázmány Péter Tudományegyetemen a kelet-európai történelem tanára volt.
1916–18 és 1920–43 közt a Magyar Történelmi Társulat főtitkára, 1943-46-ban alelnöke volt. 1919-től a Magyar Tudományos Akadémia levelező, 1931 és 1949 között rendes, 1943–46-ban igazgatósági tagja. 1921-től a Szent István Akadémia tagja volt. 1943-ban Corvin-koszorút kapott. Szerkesztette az Archivum Europae CentroOrientalis című folyóiratot (1935–1944). Tagja volt a Magyar Mickiewicz Társaságnak.
A Magyar Történelmi Társulat tagja, 1916–1918 között és 1920-tól alelnök-főtitkára, a Magyar Heraldikai és Genealógiai Társaság és a Magyar Társadalomtudományi Társaság választmányi, a Lengyel Tudományos Akadémia külső, a Lengyel Történelmi Társaság tiszteletbeli tagja, a Lengyel-Magyar Társaság elnöke és a Fédération des Sociétés Historiques de l'Europe Orientale elnöke volt.

## Munkássága
Pozitivista módszerű történeti kutatásait a közölt forrásanyag teszi értékessé. Különösen Erdély története, a Rákóczi-korszak, a lengyel-magyar kapcsolatok kérdése foglalkoztatta.
Könyvtárigazgatóként elsősorban az OSZK Térképgyűjteményét fejlesztette: kérésére a Pénzügyminisztérium utasította a Földmérési Térképtárat, hogy az érvénytelenné vált régi eredeti és több példányban meglévő kőnyomatos térképeket juttassa el a nemzeti könyvtárnak. Kezdeményezésére jött létre továbbá az OSZK Zenei Gyűjteménye, amely kezdetben nyomtatványokat és kéziratokat gyűjtött. Elkezdte az első kiadások és a díszművek különgyűjteménnyé szervezését, elsők között ismerte fel az életrajzi dokumentáció jelentőségét: tervbe vette egy magyar arcképgyűjtemény és egy ezzel összefüggő életrajzi adattár kialakítását.
Igazgatói ideje alatt szerezte meg az OSZK Haynald Lajos kalocsai érsek iratait, a Jókai-kódexet és az Apponyi-gyűjteményt, valamint hozzálátott az elszakított területek magyar nyelvű irodalmának szisztematikus összegyűjtéséhez, illetve az ehhez feltétlenül szükséges bibliográfiai munkálatok elindításához.

## Művei
- II. Sylvester pápa. Kolozsvár, 1901
- Meander Protector történeti művének fennmaradt töredékei. (Ford.) Brassó, 1905
- I. Rákóczy György és a lengyel királyság, 1907
- Keresdi báró Bethlen Ferenc 1601–1653, 1908
- Bethlen István támadása 1636-ban, 1910
- Az erdélyi fejedelmi cím kialakulása, 1913
- Bethlen Farkas történeti műve keresdi kiadásához. Magyar Könyvszemle, 1913
- Erdély területi változásai a török hódítás korában 1541–1711, 1918
- A Magyar Történelmi Társulat története 1867–1917, 1918
- Auer János Ferdinánd… naplója 1664, 1923
- A szatmári béke története és okirattára, 1925
- A Magyar Tudományos Akadémia és a magyar történettudomány. Budapest, 1926
- A bethleni gróf Bethlen család története. Budapest, 1927 (a Magyar Történelmi Életrajzokban, 1930)
- Les éditions des sources de l'histoire Hongroise 1854–1930. szerk., Budapest, 1931
- Az egyetem alapításának története  – Az egyetem alapítására vonatkozó hivatalos iratok a cseh hatóságoknak adatván át, azok hiányában jelen összefoglaló füzetben kívántuk az egyetem alapításának történetét megörökíteni – Magyar Királyi Erzsébet Tudományegyetem, Pécs, 1933, 55 o.
- Rákóczi Julianna házassága. Nemzeti Kultura I/2, 98-109., 1933
- A Magyar Tudományos Akadémia Történettudományi Bizottsága másolat- és kéziratgyűjteményének ismertetése. 1935
- A history of Hungary in biographical sketches. London-Budapest, 1937
- A podmanini Podmaniczky-család oklevéltára. Budapest, 1937
- A lengyel kérdés és a magyar kormány : 1914-1917. Budapest, 1939
- II. Rákóczi Ferenc felségárulási perének története és oklevéltára. Kiad. Budapest, I-V., 1935–1943
- Mátyás király emlékkönyv születésének ötszázéves fordulójára szerk. Budapest, 1940
- Eötvös József báró, Naplójegyzetek-gondolatok 1864–1868,1941
- A podmanini Podmaniczky-család története, 1943